# 今庄365温泉
今庄365温泉（いまじょうさんろくごおんせん）は、福井県南越前町に位置する温泉である。

## 泉質
- 単純硫黄温泉
  - 源泉温度 29.1℃
  - 毎分湧出量217ℓ リットル
  - 無色透明
  - 加温あり、加水なし、飲用可

## 温泉街
今庄365スキー場に1軒の宿泊施設が存在する。共同浴場はないが、温泉地にある旅館にて日帰り入浴が可能である。

## 交通アクセス
- 北陸自動車道・今庄ICより15km
- 北陸自動車道・敦賀ICより15km
- 敦賀駅または今庄駅より直行バス （土日祝と12月29日～1月3日のみの運行。便数は1日1往復のみ）

## 近隣の観光
- 今庄365スキー場
- 板取宿
- 木の芽峠